# Тропици
Тропиците са географски регион на Земята, между Тропика на Рака в северната полусфера, на приблизително 23°30' (23,5°) северна ширина, и Тропика на Козирога в южната полусфера на 23°30' (23,5°) южна ширина.
Тази област включва всички части на Земята, върху които Слънцето грее директно под 90° поне веднъж през слънчевата година. (В умерените зони, на север от Тропика на Рака и на юг от Тропика на Козирога, Слънцето никога не достига височина от 90° или директно върху тях.) Името „тропици“ идва от гръцкото τρόπος, което означава „обръщане“. Това е защото привидно позицията на Слънцето се мести между двата тропика в период, който определя средната дължина на година.
Тропиците обхващат 40% от повърхността на Земята и в тях попада 36% от земната суша. Към 2014 г. в тях живеят 40% от населението на света, като този дял вероятно ще достигне 50% към 2030-те години.
Тропически растения и животни са видовете произлизащи от тропиците. Тропически е също понякога използвана дума в общ смисъл за тропичен климат – климат, който е топъл и влажен през цялата година. Думата тропическа е също често използвана за растителност със смисъла на пищна растителност. Въпреки това има места в тропиците, които са всичко друго, но не и „тропически“ в този смисъл. Такива места могат да имат алпийска тундра и върхове покрити със сняг, включително Мауна Кеа, Килиманджаро и Андите на юг до Чили и Аржентина.

## Тропически екосистеми
Тропическите екосистеми могат да се състоят от екваториални гори, сухи широколистни гори, трънливи гори, пустини и други местности. Често има значителни местности с биологическо разнообразие и видове ендемити, предимно в екваториалните гори и в сухите широколистни гори. Някои такива примери са екваториалната гора на Коста Рика, сухите широколистни гори на Мадагаскар и Биосфера Уатерберг в Южна Африка.

### Африка
Тропическата зона в Африка е известна предимно като зона на влажните вечнозелени екваториални гори, наречени хилеи. Те заемат около 8% от площта на континента. Простират се от двете страни на екватора и се разполагат по басейна на река Конго, както и в земите около Гвинейския залив.
Под влияние на специфичните особености на скалите и топлия и влажен климат са се образували дебелите червено-жълти почви, наречени латерити. Горещият и влажен климат, а и богатите на хранителни вещества почви, са основна причина за развитието на гъста вечнозелена растителност. По стволовете на дърветата растат красиви цветя – орхидеи, мимози и други. Дървесните видове надминават 1000 вида – палми, фикуси, хлебно дърво и много други. С важно значение за стопанството на местните жители на Африка са маслената палма, кафееното дърво, махагоновото дърво, бананите и други. Повечето от животните обитават дърветата – човекоподобни маймуни, различни видове гризачи, птици, насекоми. Особено опасна е мухата цеце, която при ухапвания предизвиква смърт на добитъка, а у хората се развива сънна болест.